# Morpho perspicua
Morpho perspicua är en fjärilsart som beskrevs av Le Moult och Real 1962. Morpho perspicua ingår i släktet Morpho och familjen praktfjärilar. Inga underarter finns listade i Catalogue of Life.